# Kållandsö
Kållandsö là một hòn đảo trong hồ Vänern của Thụy Điển. Với diện tích 56,78 km² đây là hòn đảo lớn thứ hai trong hồ sau Torsö. Đây là phần cực bắc của đô thị Lidköping. Kållandsö và quần đảo xung quanh có khoảng 1.100 cư dân.
Vì vị trí và các điểm tham quan như lâu đài Läckö, Kållandsö là một địa điểm du lịch nổi tiếng.